# Glaphyra ivorensis
Glaphyra ivorensis är en skalbaggsart som beskrevs av Karl Adlbauer 2004. Glaphyra ivorensis ingår i släktet Glaphyra och familjen långhorningar. Inga underarter finns listade i Catalogue of Life.